# Jorge de Sousa da Silveira
Jorge de Sousa da Silveira (Manadas, Velas — ?) foi um pároco português que se destacou pela sua actividade clerical tanto na ilha de São Jorge como nos Estados Unidos onde trabalhou em várias paróquias durante 9 anos.
Na ilha de São Jorge exerceu a sua actividade nas freguesias da Urzelina, Manadas, Casa da Ribeira, Fajã de São João, Fajã dos Vimes e Beira.
Celebrou a sua Missa Nova na Ermida de Santo Cristo da Fajã das Almas, no dia 7 de Setembro de 1890.
Ermida essa que tinha sido mandada construir pelo Barão de Ribeiro, Francisco José de Bettencourt e Ávila, visto que a primitiva ermida, mandada construir por Lucas de Matos Pereira, já nos fins o século XVII, foi destruída por incêndio no mês de Setembro de 1880.
Foi filho de Jorge de Sousa da Silveira e de Rosa Joaquina da Silveira.